# Bolkiah
Bolkiah est le sixième sultan de Brunei. Il règne de 1485 à sa mort en 1524.